# Australiodillo bifrons
Australiodillo bifrons is een pissebed uit de familie Armadillidae. De wetenschappelijke naam van de soort is voor het eerst geldig gepubliceerd in 1885 door Gustav Budde-Lund.

## Algemeen
Zoals de naam al suggereert komt deze landgarnaal voor in Australië. En heeft daar de bijnaam "The flood bug".

## Plaagdier
Ongewerveld agrarisch ongedierte veroorzaakt aanzienlijke verliezen door verminderde productiviteit en toename van de toepassing van pesticiden. Het is belangrijk om de basisbiologie van plaagsoorten te begrijpen en hoe ze omgaan met andere ongewervelde dieren in specifieke industrieën. In 2006 werd voederschade aan opkomende graangewassen in delen van New South Wales, Australië, veroorzaakt door Australiodillo bifrons (Budde-Lund, 1885), een endemische pissebed. Dit lijkt een nieuw fenomeen te zijn, omdat van pissebedden niet algemeen bekend is dat ze een plaag zijn van gecultiveerde planten, maar eerder voeden met rottend organisch materiaal. Er werden monsters uit deze gebieden verzameld en geïnterviewde betrokken boeren. We hebben het zwermen van A. bifrons-populaties in het veld waargenomen en gerapporteerd, een karakteristiek gedrag dat kan bijdragen aan de plaagstatus van deze soort. We onderzochten ook de voedingskenmerken van A. bifrons en een andere leisteensoort, Porcellio scaber (Latreille), aan tarwe zaailingen onder laboratoriumomstandigheden. Onze resultaten suggereren dat A. bifrons aanzienlijke voederschade aan tarwe zaailingen kan veroorzaken en zeer hoge dichtheden in het veld bereikt. De aanwezigheid van schuilplaatsen langs gewasranden kan grote populaties van A. bifrons herbergen, hoewel ze ook een toevluchtsoord bieden voor vele nuttige ongewervelde dieren die plaagpopulaties zouden kunnen beheersen. We stellen voor dat de plaagstatus van A. bifrons in delen van New South Wales toeneemt als gevolg van veranderingen in landbouwmethoden en / of als reactie op klimaatverandering.